# Hamza Yerlikaya
Hamza Yerlikaya (né le 6 juin 1976 à Sivas) est un lutteur turc spécialiste de la lutte gréco-romaine. Il participe à trois éditions des Jeux olympiques (1996, 2000 et 2004). Lors des deux premières éditions, il remporte le titre et devient champion olympique. En 2004, il finit à la quatrième place. Il est également triple champion du monde et octuple champion d'Europe. Il est le porte-drapeau de la Turquie aux Jeux olympiques d'été de 2000.
Il est de 2007 à 2011 député de l'AKP à la Grande Assemblée nationale de Turquie.

## Palmarès

### Jeux olympiques
- Jeux olympiques de 1996 à Atlanta,  États-Unis
  -  Médaille d'or en moins de 82 kg

- Jeux olympiques de 2000 à Sydney,  Australie
  -  Médaille d'or en moins de 85 kg

### Championnats du monde
- Championnats du monde 1993 à Stockholm,  Suède
  -  Médaille d'or en moins de 82 kg

- Championnats du monde 1995 à Prague,  Tchéquie
  -  Médaille d'or en moins de 82 kg

- Championnats du monde 1997 à Wrocław,  Pologne
  -  Médaille d'argent en moins de 85 kg

- Championnats du monde 2005 à Budapest,  Hongrie
  -  Médaille d'argent en moins de 96 kg

- Championnats du monde 2006 à Canton,  Chine
  -  Médaille de bronze en moins de 96 kg

### Championnats d'Europe
- Championnats d'Europe 1993 à Istanbul,  Turquie
  -  Médaille d'argent en moins de 82 kg

- Championnats d'Europe 1996 à Budapest,  Hongrie
  -  Médaille d'or en moins de 82 kg

- Championnats d'Europe 1998 à Minsk,  Biélorussie
  -  Médaille d'or en moins de 85 kg

- Championnats d'Europe 1999 à Sofia,  Bulgarie
  -  Médaille d'or en moins de 85 kg

- Championnats d'Europe 2001 à Istanbul,  Turquie
  -  Médaille d'or en moins de 85 kg

- Championnats d'Europe 2002 à Seinäjoki,  Finlande
  -  Médaille d'or en moins de 84 kg

- Championnats d'Europe 2005 à Varna,  Bulgarie
  -  Médaille d'or en moins de 96 kg

- Championnats d'Europe 2006 à Moscou,  Russie
  -  Médaille d'or en moins de 96 kg

### Jeux méditerranéens
- Jeux méditerranéens de 1993 dans le Languedoc-Roussillon,  France
  -  Médaille d'argent en moins de 82 kg

- Jeux méditerranéens de 1997 à Bari,  Italie
  -  Médaille d'or en moins de 85 kg